# アリゲイニー郡 (バージニア州)
アリゲイニー郡（英: Alleghany County）は、アメリカ合衆国バージニア州の中央部西に位置する郡である。ロアノーク地域としては最北にある。2010年国勢調査での人口は16,250人であり、2000年の12,926人から25.7%増加した。郡庁所在地は独立市のコビントン市（人口5,961人）であるが、同郡には含まれていない。
現在アリゲイニー郡に含まれるクリフトンフォージの町は、2000年国勢調査の時点で独立市だったが、2001年にその認証を返上し、「町」として再法人化された。上記の2000年の郡人口にはクリフトンフォージの人口が含まれておらず、それを足すと17,215人となって、郡人口は2010年までに減少したことになる。以下では必要に応じてクリフトンフォージのデータを含めたものを記す。

## 歴史
アリゲイニー郡は1822年1月5日に、ボトトート郡、バス郡、および現在はウェストバージニア州に入るモンロー郡のそれぞれ一部を合わせて設立された。郡名は郡が位置するアレゲーニー山脈から採られた。南北戦争のとき、南軍の装甲艦CSSバージニア（メリマック）に使った鉄は、郡内のロングデール溶鉱炉で製造された。アリゲイニー郡で編成された連隊は、アポマトックス・コートハウスで南軍が降伏した現場に居合わせた。

## 地理
アメリカ合衆国国勢調査局に拠れば、郡域全面積は446平方マイル (1,160 km2)であり、このうち陸地445平方マイル (1,150 km2)、水域は1平方マイル (2.6 km2)で水域率は0.23%である。
2001年にクリフトンフォージの町が郡内に戻った後は、郡域全面積は449平方マイル (1,160 km2)であり、このうち陸地448平方マイル (1,160 km2) となり、水域面積は変わらなかった。水域率は0.22%である。

### 交通
全国的な旅客列車を運行するアムトラックが、コビントンから12マイル (19 km) 離れたクリフトンフォージの駅で停車する。カーディナル号が運行されている。クリフトンフォージにはCSXトランスポーテーションの機関車燃料補給施設もある。

#### 主要高規格道路
- 州間高速道路64号線、東西方向
- アメリカ国道60号線、東西方向
- アメリカ国道220号線、南北方向
- バージニア州道18号線
- バージニア州道42号線
- バージニア州道159号線
- バージニア州道311号線

### 隣接する郡
- バス郡 - 北
- ロックブリッジ郡 - 東
- ボトトート郡 - 南東
- クレイグ郡 - 南
- モンロー郡 (ウェストバージニア州) - 南西
- グリーンブライア郡 (ウェストバージニア州) - 西

### 国立保護地域
- ジョージ・ワシントン国立の森（部分）
- アメリカ合衆国電波停止地帯（部分）

## 人口動態
以下は2000年国勢調査による人口統計データである。
| 基礎データ - 人口: 12,926人 - 世帯数: 5,149 世帯 - 家族数: 3,866 家族 - 人口密度: 11人/km2（29人/mi2） - 住居数: 5,812軒 - 住居密度: 5軒/km2（13軒/mi2） 人種別人口構成 - 白人: 96.35% - アフリカン・アメリカン: 2.45% - ネイティブ・アメリカン: 0.21% - アジア人: 0.24% - 太平洋諸島系: 0.02% - その他の人種: 0.20% - 混血: 0.53% - ヒスパニック・ラテン系: 0.36% 先祖による構成 - アメリカ人：42.9% - ドイツ系：11.6% - イギリス系：11.0% - アイルランド系：9.8% 年齢別人口構成 - 18歳未満: 22.8% - 18-24歳: 6.2% - 25-44歳: 26.8% - 45-64歳: 28.5% - 65歳以上: 15.7% - 年齢の中央値: 41歳 - 性比（女性100人あたり男性の人口） - 総人口: 99.6 - 18歳以上: 95.3 | 世帯と家族（対世帯数） - 18歳未満の子供がいる: 29.9% - 結婚・同居している夫婦: 63.2% - 未婚・離婚・死別女性が世帯主: 8.1% - 非家族世帯: 24.9% - 単身世帯: 22.2% - 65歳以上の老人1人暮らし: 10.5% - 平均構成人数 - 世帯: 2.46人 - 家族: 2.85人 収入と家計 - 収入の中央値 - 世帯: 38,545米ドル - 家族: 45,843米ドル - 性別 - 男性: 35,120米ドル - 女性: 20,855米ドル - 人口1人あたり収入: 19,635米ドル - 貧困線以下 - 対人口: 7.1% - 対家族数: 4.9% - 18歳未満: 8.6% - 65歳以上: 10.8% |

## 経済
アリゲイニー郡の経済はコビントンで板紙工場を操業するミードウェストベイコの影響が強い。同社はアメリカ合衆国東海岸では第2位であり、ロームーアには押し出し加工施設もある。アリゲイニー郡とコビントン市は住宅市場価格が低いことで知られている。バス郡のザ・ホームステッド、レキシントン市、ウェストバージニア州ホワイトサルファー・スプリングス市のグリーンブライア、同じくウェストバージニア州のルイスバーグ市まで、車で45分、ロアノーク市まで同じく1時間と近接している。コビントン市にはランバージャックスというバレー・ベースボールリーグのチームがいる。

## 政治
| 年     | 共和党      | 民主党      | その他      |
| ------ | ----------- | ----------- | ----------- |
| 2008年 | 50.4% 3,715 | 48.2% 3,553 | 1.4% 101    |
| 2004年 | 55.1% 3,962 | 44.5% 3,203 | 0.4% 30     |
| 2000年 | 54.8% 2,808 | 43.2% 2,214 | 2.0% 101    |
| 1996年 | 39.7% 2,015 | 47.3% 2,398 | 13.1% 661   |
| 1992年 | 40.6% 2,294 | 42.4% 2,396 | 17.1% 967   |
| 1988年 | 51.9% 2,555 | 47.0% 2,316 | 1.1% 55     |
| 1984年 | 60.9% 3,067 | 38.4% 1,932 | 0.8% 38     |
| 1980年 | 45.9% 2,185 | 50.7% 2,411 | 3.3% 160    |
| 1976年 | 41.2% 1,756 | 57.7% 2,462 | 1.1% 47     |
| 1972年 | 67.5% 2,584 | 27.9% 1,069 | 4.6% 177    |
| 1968年 | 43.5% 1,649 | 26.0% 988   | 30.5% 1,156 |
| 1964年 | 41.1% 1,104 | 58.8% 1,580 | 0.0% 1      |
| 1960年 | 48.8% 1,214 | 50.8% 1,265 | 0.4% 9      |

## 町
| - クリフトンフォージ | - アイアンゲイト |

### 国勢調査指定地域
| - キャラハン - ロームーア | - セルマ |

### 未編入の町
| - アリゲイニー - バックボーン - ボイリングスプリング - クリアウォーターパーク - クリフデール - クリフトンデールパーク - クロウズ - アールハースト - フェアビューハイツ - フォーリングスプリング | - グリフィス - ハーリントン - ヘマタイト - フックスミル - インターベイル - アイアンヒルスプリングス - ジョーダンマインズ - キンケイド - ロングデール - ロングデールファーニス | - マロー - モスラン - ナイスリータウン - オークウッドフォレスト - ポッツクリーク - レイヨンテラス - リッチパッチ - リッチパッチマインズ - ストーンウォール - スウィートチャリービート | - バレービュー - ウェストウッドプレース |

コビントン市は郡庁所在地であるが、独立市であり、アリゲイニー郡には入っていない。

## 教育
郡内には高校1校、中学校1校、小学校5校の公立学校がある。他に州が管理するジャクソンリバー・ガバナーズスクール、技術訓練所であるジャクソンリバー・テクニカルセンター、ダブニー・S・ランカスター・コミュニティカレッジがある。